# Francavilla al Mare
Francavilla al Mare é uma comuna italiana da região dos Abruzos, província de Chieti, com cerca de 23.733 habitantes. Estende-se por uma área de 22 km², tendo uma densidade populacional de 1079 hab/km². Faz fronteira com Chieti, Miglianico, Ortona, Pescara (PE), Ripa Teatina, San Giovanni Teatino, Torrevecchia Teatina.
Pertence à rede das Cidades Cittaslow.

## Demografia
| Variação demográfica do município entre 1861 e 2011                               |
|                                                                                   |
| Fonte: Istituto Nazionale di Statistica (ISTAT) - Elaboração gráfica da Wikipedia |